# Krybskytten (film fra 1907)
|  | For andre betydninger, se Krybskytten |
Krybskytten er en dansk stumfilm fra 1907 produceret af Nordisk Films Kompagni og instrueret af Viggo Larsen.

## Handling
En krybskytte drager med sine to sønner ud på ulovlig jagt, men skovfogeden er efter dem. Den yngste søn rammes af en kugle i benet, og bliver fanget af skovfogeden, der tager ham hjem til sit hjem, hvor den sårede søn bliver plejet af datteren Else. Han bliver betaget af hendes skønhed og beslutter sig for at blive en ærlig mand og opgive krybskytteriet og i stedet gå i skovfogedens tjeneste. Skovfogeden har sympati for den unge mand og giver ham en chance. 
Under udførelsen af sin tjeneste støder han på faderen og den ældre bror, der har skudt et dyr. Han griber de to, men gemmer dyret. Han overraskes dog af skovfogeden, der fortsat har en mistanke om at sønnens omvendelse ikke stikker dybt. Under den efterfølgende sag kan sønnen ikke få det over sit hjerte at angive faderen, og han tager skylden på sig. Den gamle far bliver så rørt over sønnen, at faderen også beslutter at opgive krybskytteriet og at blive en hæderlig mand, og hele krybskyttefamilien er sikret varig lykke.

## Medvirkende
- Viggo Larsen